# Loxostemon
Loxostemon é um género botânico pertencente à família Brassicaceae.